# Vrănești, Fălești
Vrănești este un sat situat în vestul Republicii Moldova, în Raionul Fălești. Aparține administrativ de comuna Taxobeni. La recensământul din 2004 avea o populație de 36 locuitori.

## Istorie
Satul Vrănești este menționat într-o mărturie de danie, în care apare în calitate de martor Marco vătah din Brănești:
„Iată dar noi, Lupul diac din Dumești și Marco vătah din Brănești și Alivan diac din Toxăbeni și Verceacu comișel din Telinești și popa Măciucă de acolo și Ionasco Sasul din Șăndreni și Dumitru șătrărel din Miclăușani și Toader Umăr de acolo și Maxim de acolo și Buțurca de acolo și Gliga de acolo, ținutul Iași, mărturisim cu această scrisoare a noastră că a venit înaintea noastră Motrea, fiica lui Ilie din Miclăușani,...

Scris Aprilie 12. În anul 7121 <1613> luna Martie 8 zile.”